# Cem Efe
Cem Efe (* 9. Juni 1978 in Berlin) ist ein deutsch-türkischer ehemaliger Fußballspieler und -trainer.

## Karriere

### Fußballer
Efe spielte als Fußballer 1998 bei Hertha BSC in der zweiten Mannschaft, 1999 und 2000 beim SV Meppen und dem VfL Osnabrück, 2003 bei Babelsberg 03 und 2008 bei Lichtenberg 47. 2009 beendete er seine aktive Karriere.

### Trainer
Hiernach folgte eine Karriere als Co-Trainer bei Hertha Zehlendorf und Babelsberg 03 bis 2017.

### Weitere Karriere
In der Spielzeit 2017/2018 agierte Efe als Ausbildungsleiter beim Berliner Fußball-Verband. Im Sommer 2018 wechselte er für ein Jahr als Scout zu Hannover 96. Seit Juli 2019 arbeitet er erneut  als Ausbildungsleiter beim BFV. Er ist Besitzer der A-Trainer–Lizenz seit 2009. Im Dezember 2024 hat er das Amt des sportlichen Leiters bei Babelsberg 03 übernommen.

### Erfolge als Trainer
- Brandenburgischer Landespokal 2016
- Teilnahme am DFB-Pokal 2016/17 (gegen SC Freiburg 0:4)